# メルキュールホテル銀座東京
メルキュールホテル銀座東京（メルキュールホテルぎんざとうきょう、Mercure Hotel Ginza Tokyo）は、東京都中央区にあったホテル。アコーホテルズの1つである。運営はアコー日本法人のAAPCジャパン（直営）。建物名称はヒューリック銀座二丁目ビル。

## 特徴
2004年10月1日、開業。全208室。しかし2024年8月31日CO分で閉館